# Monticello (Luisiana)
Monticello es un lugar designado por el censo ubicado en la parroquia de East Baton Rouge en el estado estadounidense de Luisiana. En el Censo de 2010 tenía una población de 5172 habitantes y una densidad poblacional de 833,79 personas por km².

## Geografía
Monticello se encuentra ubicado en las coordenadas 30°29′17″N 91°2′41″O / 30.48806, -91.04472. Según la Oficina del Censo de los Estados Unidos, Monticello tiene una superficie total de 6.2 km², de la cual 6.2 km² corresponden a tierra firme y (0%) 0 km² es agua.

## Demografía
Según el censo de 2010, había 5172 personas residiendo en Monticello. La densidad de población era de 833,79 hab./km². De los 5172 habitantes, Monticello estaba compuesto por el 14.19% blancos, el 83.24% eran afroamericanos, el 0.23% eran amerindios, el 0.97% eran asiáticos, el 0% eran isleños del Pacífico, el 0.54% eran de otras razas y el 0.83% pertenecían a dos o más razas. Del total de la población el 1.64% eran hispanos o latinos de cualquier raza.